# Vídeňské předměstí (České Budějovice)
Vídeňské předměstí je staré označení pro část Českých Budějovic, která se nachází východně od centra města. Je ohraničena řekou Malší od západu, od severozápadu ulicí Jirsíkova a částí Mlýnské stoky obtékající historické centrum, od severu ulicí Nová, železnicí od východu a její pomyslnou jižní hranicí by dnes mohl být úsek ulice Mánesova mezi Malší a Mlýnskou stokou, kde navazuje Havlíčkova kolonie, jihozápadní strana Vrchlického nábřeží a českobudějovická teplárna. V první polovině dvacátého století se do vídeňského předměstí počítala i nová čtvrť Pětidomí, vznikající na druhé straně železnice. Pro svou výhodnou logistickou pozici bylo na vídeňském předměstí stavěno mnoho průmyslových podniků, čímž se výrazně odlišovalo od převážně residenčního pražského a lineckého předměstí. Označení ztratilo na významu po roce 1952, kdy byly vládním nařízením k Českým Budějovicům mimo jiné připojeny vesnice Mladé, Dobrá Voda a Suché Vrbné, které se tak staly novými předměstími.

## Historie
Zárodek pozdějšího vídeňského předměstí se začal tvořit v druhé polovině 16. století, kdy byl takzvaný Migalův dvůr - ležící zhruba v oblasti dnešní ulice Jeronýmova - rozdělen do parcel a rozprodán. Nová zástavba domů, která na těchto parcelách vyrostla, dostala jméno Neustift. V osmnáctém století už se této zástavbě říkalo Svinenské předměstí, podle své pozice u cesty vedoucí z Budějovic do Trhových Svinů. Podobně se i městské bráně vedoucí z města na východ říkalo Svinenská brána. V devatenáctém století pak postupně převládl nový název vídeňské předměstí.

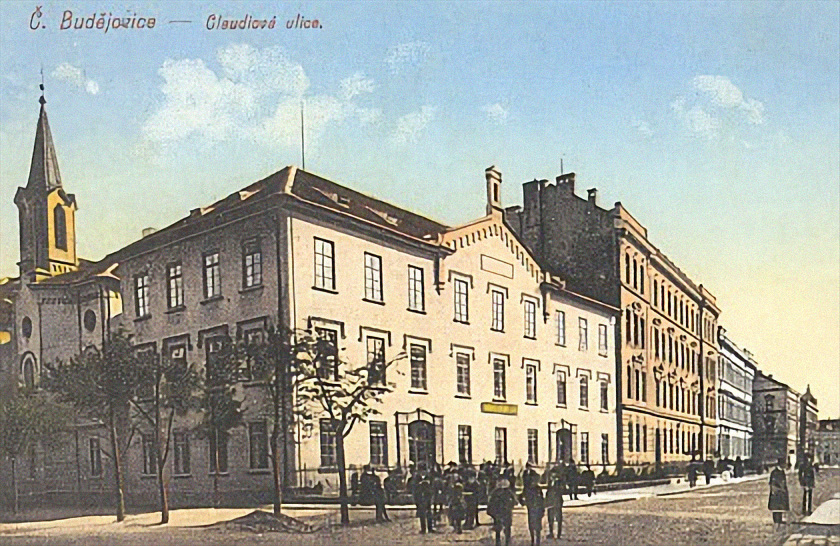
křižovatka Lannovy třídy a Claudiovy (dnes Jeronýmovy) ulice

Až do poloviny devatenáctého století šlo o čistě lidová pojmenování. Teprve v březnu 1851 odlišil budějovický městský výbor vlastní město od předměstí a v červnu 1875 oficiálně rozdělil České Budějovice do čtyř okrsků: vnitřní město, pražské předměstí, vídeňské předměstí a linecké předměstí. Rok předtím byla dokončena stavba železnice, která město ohraničila z východu. Mezi lety 1880 a 1900 vznikaly poměrně rychle na všech budějovických předměstích nové zástavby domů. Pro vídeňské předměstí byla významná nultá léta 20. století, kdy po obou stranách nově upraveného Vrchlického nábřeží vznikla vilová čtvrť. Na ni navázala další vilová výstavba blíže k Malši podél dnešní ulice Dukelská. Oproti zbylým předměstím bylo vídeňské předměstí i díky blízkosti železnice podstatně více průmyslově orientované. Už v sedmdesátých letech 19. století zde byl postaven rozlehlý areál továrny na tabák, později se přidala smaltovna, šroubárna a v místě dnešní teplárny byla parní elektrárna. Velkou plochu zabraly také dvoje kasárny. Před druhou světovou válkou se vídeňské předměstí rozšířilo ještě o zástavbu Pětidomí, postavenou na bývalých pozemcích českobudějovického obchodníka Josefa Knappa za železnicí a řadu domků mezi Vrbenskou a Rudolfovskou ulicí postavenou stavitelem Františkem Mojžíšem.
Po druhé světové válce, v listopadu 1946, byla městským národním výborem odsouhlasena změna jména vídeňského předměstí na brněnské předměstí. To se sice projevilo v úředních dokumentech, ale v řeči a povědomí místních obyvatel příliš ne. Označení třech budějovických předměstí dále ztratilo na významu po roce 1952, kdy bylo vládním nařízením k Českým Budějovicům připojeno devět okolních vesnic, což z vídeňského předměstí udělalo spíše oblast širšího centra města.

## Nárůst obyvatelstva

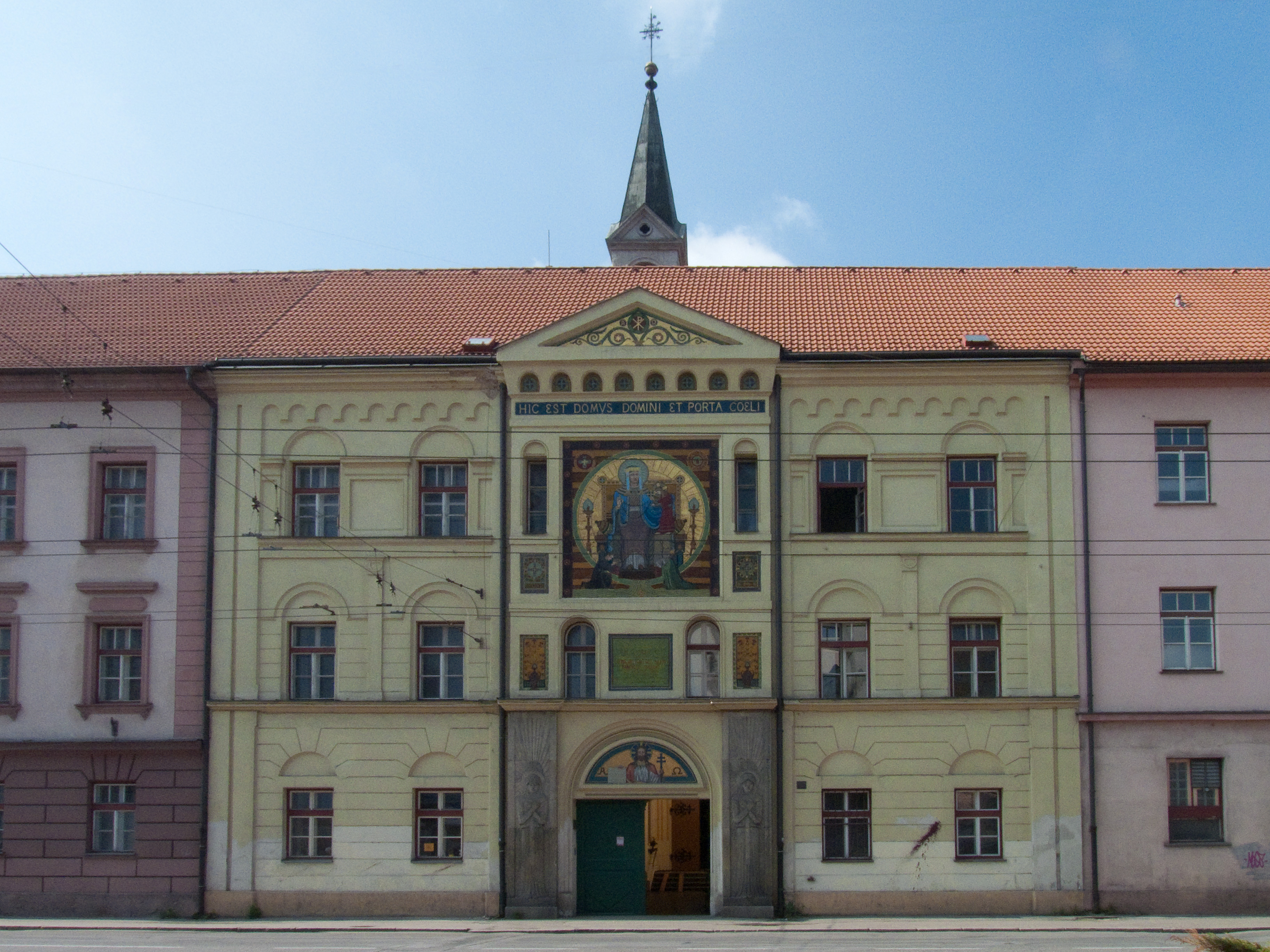
kostel Panny Marie Růžencové, Žižkova ulice

V roce 1832 je zaznamenáno, že na vídeňském předměstí žilo pouze 1322 lidí v 136 domech. Tehdy stále ještě žilo ve vnitřním městě více lidí než ve všech třech předměstích dohromady. Po zrušení nevolnictví v roce 1848 došlo v celé Habsburské monarchii k vlně urbanizace, která zasáhla i České Budějovice. Před koncem roku 1850 už na vídeňském předměstí žilo 2244 lidí. K dalšímu výraznému nárůstu došlo v osmdesátých a devadesátých letech. Zatímco v roce 1880 bylo na vídeňském předměstí evidováno 276 adres, v roce 1890 už to bylo 349 adres a v roce 1900 dokonce 430 adres. Během posledních 70 let 19. století se tedy počet domů více než ztrojnásobil.

## Významné budovy vídeňského předměstí

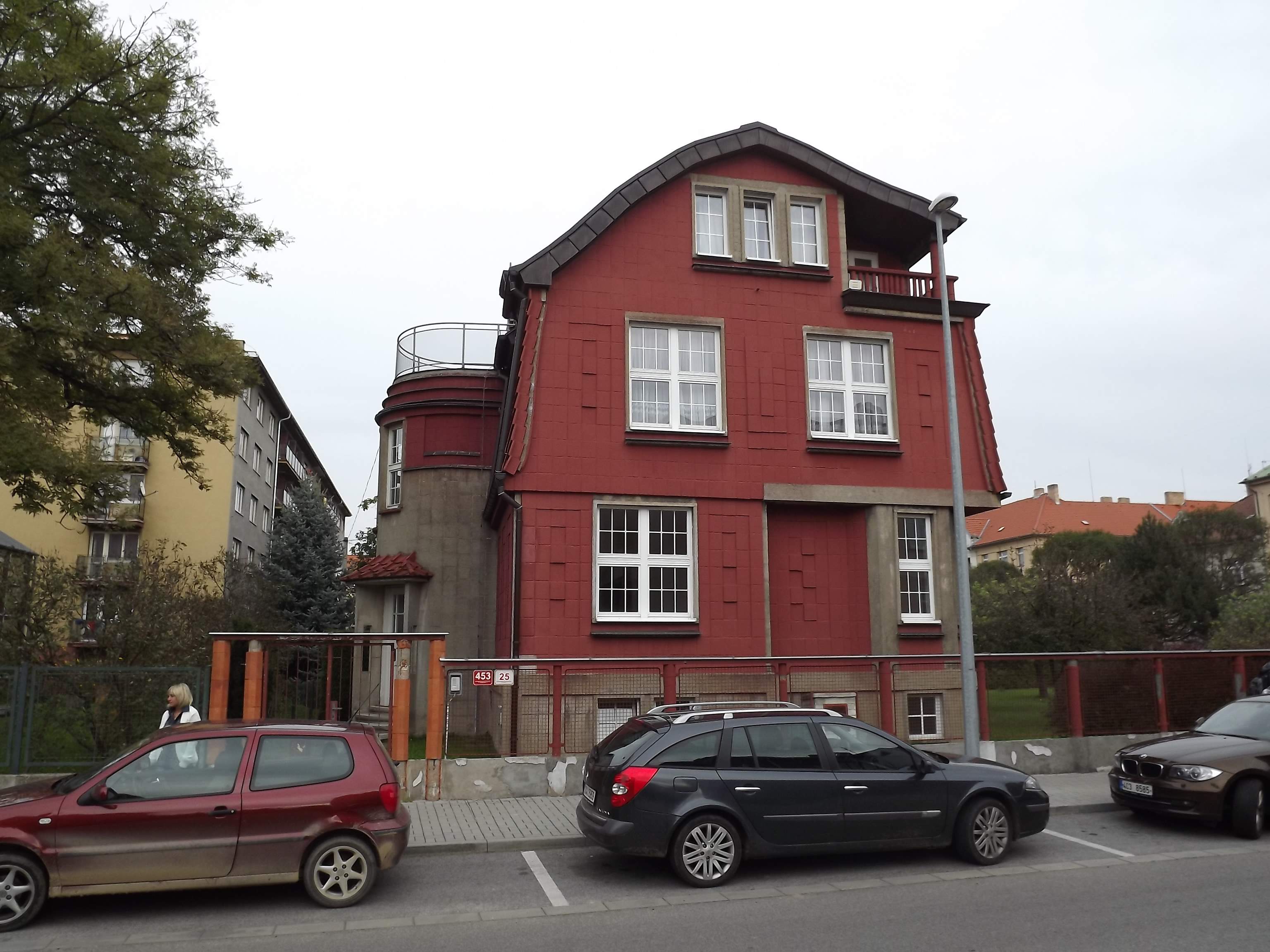
vila Františka Petráše, Dukelská ulice

- Kulturní dům Slávie - dříve německý Spolkový dům, postaven v letech 1871–1872
- Kostel Panny Marie Růžencové - dílo Beuronské umělecké školy z let 1899–1900
- Jihočeské muzeum - postaveno v letech 1899–1901
- Hotel Malše
- Hlavní nádraží - novorenesanční budova z roku 1908
- Dům U Tří lvů - secesní dům postavený kolem roku 1910
- Střední průmyslová škola strojní a elektrotechnická - původně německá kovorobná škola, postavena roku 1911
- Westenova vila - postavena v roce 1912 pro majitelku smaltovny Ernestinu Westenovou, dnes sídlo České školní inspekce
- Základní škola Dukelská - původně německá obchodní škola, postavena roku 1913
- Česká národní banka - secesní budova původně Rakousko-uherské banky, postavena v letech 1913–1914 architektem Ludwigem Tremmelem
- Vila Františka Petráše - modernistická vila českobudějovického stavitele Františka Petráše z roku 1916
- Dům kultury Metropol - dominanta jižní části Senovážného náměstí, postavena v letech 1967–1971
- Obchodní dům Prior - brutalistická budova z roku 1979
- Mercury centrum - obchodní centrum s autobusovým nádražím na střeše, postaveno v letech 2005–2006